# Damulog
Damulog is een gemeente in de Filipijnse provincie Bukidnon op het eiland Mindanao. Bij de laatste census in 2007 had de gemeente ruim 21 duizend inwoners.

## Geografie

### Bestuurlijke indeling
Damulog is onderverdeeld in de volgende 17 barangays:
| - Aludas - Angga-an - Kinapat - Kiraon - Kitingting - Lagandang - Macapari - Maican - Migcawayan | - New Compostela - Old Damulog - Omonay - Poblacion - Pocopoco - Sampagar - San Isidro - Tangkulan |

## Demografie
Damulog had bij de census van 2007 een inwoneraantal van 21.183 mensen. Dit zijn 851 mensen (4,2%) meer dan bij de vorige census van 2000. De gemiddelde jaarlijkse groei komt daarmee uit op 0,57%, hetgeen lager is dan het landelijk jaarlijks gemiddelde over deze periode (2,04%). Vergeleken met de census van 1995 is het aantal mensen met 6.173 (41,1%) toegenomen.

De bevolkingsdichtheid van Damulog was ten tijde van de laatste census, met 21.183 inwoners op 244,19 km², 86,7 mensen per km².